# Даррен Ван Імп
Даррен Ван Імп (англ. Darren Van Impe, нар. 18 травня 1973, Саскатун) — канадський хокеїст, що грав на позиції захисника.

## Ігрова кар'єра
Професійну хокейну кар'єру розпочав 1994 року.
1993 року був обраний на драфті НХЛ під 170-м загальним номером командою «Нью-Йорк Айлендерс». 
Протягом професійної клубної ігрової кар'єри, що тривала 15 років, захищав кольори команд «Анагайм Дакс», «Бостон Брюїнс», «Нью-Йорк Рейнджерс», «Флорида Пантерс», «Нью-Йорк Айлендерс», «Колумбус Блю-Джекетс», «Гамбург Фрізерс» (Нім.ХЛ) та «ДЕГ Метро Старс» (Нім.ХЛ).
Усього провів 411 матчів у НХЛ, включаючи 33 матчі плей-оф Кубка Стенлі.